# Aleuropleurocelus coachellensis
Aleuropleurocelus coachellensis es un hemíptero de la familia Aleyrodidae, subfamilia Aleyrodinae.
Fue descrita científicamente por primera vez por Drews & Sampson en 1958.